# 过氧化二异丙苯
过氧化二异丙苯是一种有机过氧化物，化学式为C18H22O2。它可由2-苯基-2-丙醇和过氧化氢尿素加合物在酸存在下反应制得。它可以用作甲基化试剂在卤化亚铜、乙酸铜或乙酰丙酮铜催化下将酰胺、磺酰胺N-甲基化或将羧酸O-甲基化。